# 杉本れいな
杉本 れいな（すぎもと　れいな、1977年3月17日 - ）は、日本の元AV女優。京都府出身。
身長:163cm 、スリーサイズ:B・82cm W・58cm H・88cm  

## 作品

### アダルトビデオ
- 18歳の肖像 （1996年3月24日、宇宙企画）
- 本気でピクッ!（1996年4月21日、宇宙企画）
- 制服クリーム （1996年6月9日、宇宙企画）
- 性感サスペンス　尻すぎた女たち（1997年1月31日、h.m.p）- 共演：岡村奈々、田中愛華
- 女子校生を舐めないで!やんちゃな腰づかい （1997年2月25日、h.m.p）
- 暴淫教室 わななけ女教師 （1997年3月18日、h.m.p）
- ぶち込まれナース （1997年4月30日、h.m.p）
- 狂い泣きレイプエンジェル　淫らな腰の天使たち（1997年9月30日、h.m.p） - 共演：小室友里、小野今日子
- あなたに逢いたくて （1998年2月27日、セクシア）
- 放課後の情事 濡れた保健室（1998年3月22日、セクシア）

### 写真集
- Graduation（1996年5月30日、藤田健五撮影、英知出版）杉本麗奈名義  ISBN 9784754250461